# Жан-Батист д'Одіффре
Жан-Бати́ст д'Одіффре́ (фр. Jean-Baptiste d'Audiffret; *1657, Марсель — †9 липня 1733, Нансі) — дипломат, відомий географ. Походив з прованської шляхетної родини д'Одіффре. Його батьком був марсельський другий консул Луї д'Одіффре. Основним полем його дипломатичної діяльності була Італія. Був посланцем Людовика XIV у Мантуї, Пармі, Модені. Найбільшу славу д'Одіффре принесли заняття географією. У 1689 він видав двотомну «Географію стародавню, нову та історичну» (фр. «Géographie ancienne, moderne et historique»), яка хоча й охоплювала лише Європу, але поєднувала географічний опис із описом історичних подій, чим викликала до себе увагу. Починаючи з 1702 аж до смерті жив у Нансі, де був посланцем при дворі лотарингського герцога. Там він також одружився.